# Un ragazzo chiamato Tex
Un ragazzo chiamato Tex è un film del 1982 diretto da Tim Hunter e tratto dal romanzo Il giovane Tex (1967) di S. E. Hinton.
A causa della presenza di Matt Dillon e, soprattutto, di Emilio Estevez nel cast, alcuni critici considerano questa come la prima pellicola associabile alla "generazione brat pack".

## Trama
Il film racconta la storia di due fratelli, Tex e Mason McCormick, costretti a vivere da soli dopo la morte della madre e la fuga del padre.